# Château de Brée
 (juillet 2025).
Motif : pas de sources récentes
- Archive Wikiwix
- Bing
- Cairn
- DuckDuckGo
- E. Universalis
- Gallica
- Google
- G. Books
- G. News
- G. Scholar
- Persée
- Qwant
- (zh) Baidu
- (ru) Yandex
- (wd) trouver des œuvres sur Wikidata

| 1. | Préciser le motif de la pose du bandeau. | Précisez le motif de la pose du bandeau en utilisant la syntaxe suivante : {{admissibilité à vérifier\|date=juillet 2025\|motif=remplacez ce texte par le motif}}                    |
| 2. | Informer les utilisateurs concernés.     | Pensez à avertir le créateur de l'article, par exemple, en insérant le code ci-dessous sur sa page de discussion : {{subst:avertissement admissibilité à vérifier\|Château de Brée}} |

Le Château de Brée est un château français situé à Brée, dans le département de la Mayenne et la région des Pays de la Loire. 

## Histoire
La châtellenie de Brée avait un bailliage avec justice contentieuse exercée par un bailli, un procureur et un greffier, et reportait par appel au présidial du Mans par la Baronnie de Touvoie. 
La châtellenie de Brée, annexée à celle de la Courbe, relevait en partie du comté de Laval, par la châtellenie de Montsûrs, et en partie de la châtellenie d'Assé-le-Bérenger. Brée et la Courbe relevaient de l'Evêque du Mans par Touvoie, du Chapitre par Assé-le-Bérenger et du Comté de Laval par Montsûrs. 
Elle comprenait dans sa mouvance les fiefs de la Bourrelière (Brée), de la Gasnerie (Deux-Evailles), de Gerennes (Deux-Evailles), de Montchauveau (Neau), de Montoron (Saint-Jean-sur-Erve), de Trancalou (Deux-Evailles) et de Régales (Saint-Christophe-du-Luat). Elle avait droit de justice contentieuse, haute, moyenne et basse. « La terre de Brée, située à l'Est et à un kilomètre du bourg, était composée du château et de ses dépendances et domaine, cinq métairies, deux moulins à blé et un à foulon, les landes de Brée, la prairie de Mauconseil, que les sujets du seigneur étaient obligés de faucher, fanner, etc. moyennant un denier par jour, le bois de Brée ou le petit Hermetz, le château de Trancalou, en Deux-Evailles. 
Le domaine consistait « en terres, prés, bois, forêt, étang, rentes foncières et seigneuriales, garennes, foires et marchés, les métairies de la Bourlière, la Chambrie, le Grennel, le Touet, le moulin de la Forge, la closerie de l'Aubonnière, les métairies de la Loge, du Buisson, 1717 ».
Du château, dont on ne mentionne plus, en 1717, que « l'emplacement sur lequel il y a eu autrefois un château qui a été ruiné », il en reste pourtant encore des ruines, un peu moins complet peut-être que ce que François-Augustin Gérault avait vu : Au XIXe siècle le château de Brée, l'un des plus anciens du doyenné, n'a pour croisées que de simples ouvertures pratiquées dans des murailles de deux mètres d'épaisseur. Ces croisées hautes d'un mètre, larges de quarante-huit centimètres, sont évasées les unes à l'intérieur et les autres à l'extérieur. Les portes étaient en plein-cintre et les appartements petits et voûtés en moellons. On montait dans ses étages par des escaliers étroits qui subsistent en partie. Une maison de fermier a été construite contre les débris du château autour duquel régnaient des fosses immenses convertis en prairies. À quelques mètres de distance on a bâti un modeste manoir au bout duquel se trouve un vieil appartement nommé le Trésor. » . Le domaine comprenait en 1774 : le Saulay, la Loge, Tannet, la Boulière. Grimette, la Courbe, le Buisson. les Trois-Soulaires, la Chambrie, la Motte, la Bousselière, Mertray, la Grande-Haie, en Brée et Deux-Evailles, et le Bas-Diergé, d'Evron.
Le château moderne, bâti par Boissière, architecte, était au XIXe siècle au milieu de prairies plantureuses semées de bouquets d'arbres. Il était la propriété de M. de la Broise.

## Famille
- La famille de Brée posséda probablement la terre de Brée, dont elle tire son nom, mais on ne connaît aucun acte où ses membres figurent avec le titre de seigneurs de Brée.

## Sources et bibliographie
- « Château de Brée », dans Alphonse-Victor Angot et Ferdinand Gaugain, Dictionnaire historique, topographique et biographique de la Mayenne, Laval, A. Goupil, 1900-1910 [détail des éditions] (BNF 34106789, présentation en ligne)